# Entosthodon helmsii
Entosthodon helmsii är en bladmossart som beskrevs av Jean Édouard Gabriel Narcisse Paris 1900. Entosthodon helmsii ingår i släktet koppmossor, och familjen Funariaceae. Inga underarter finns listade i Catalogue of Life.